# Hermann Pleuer

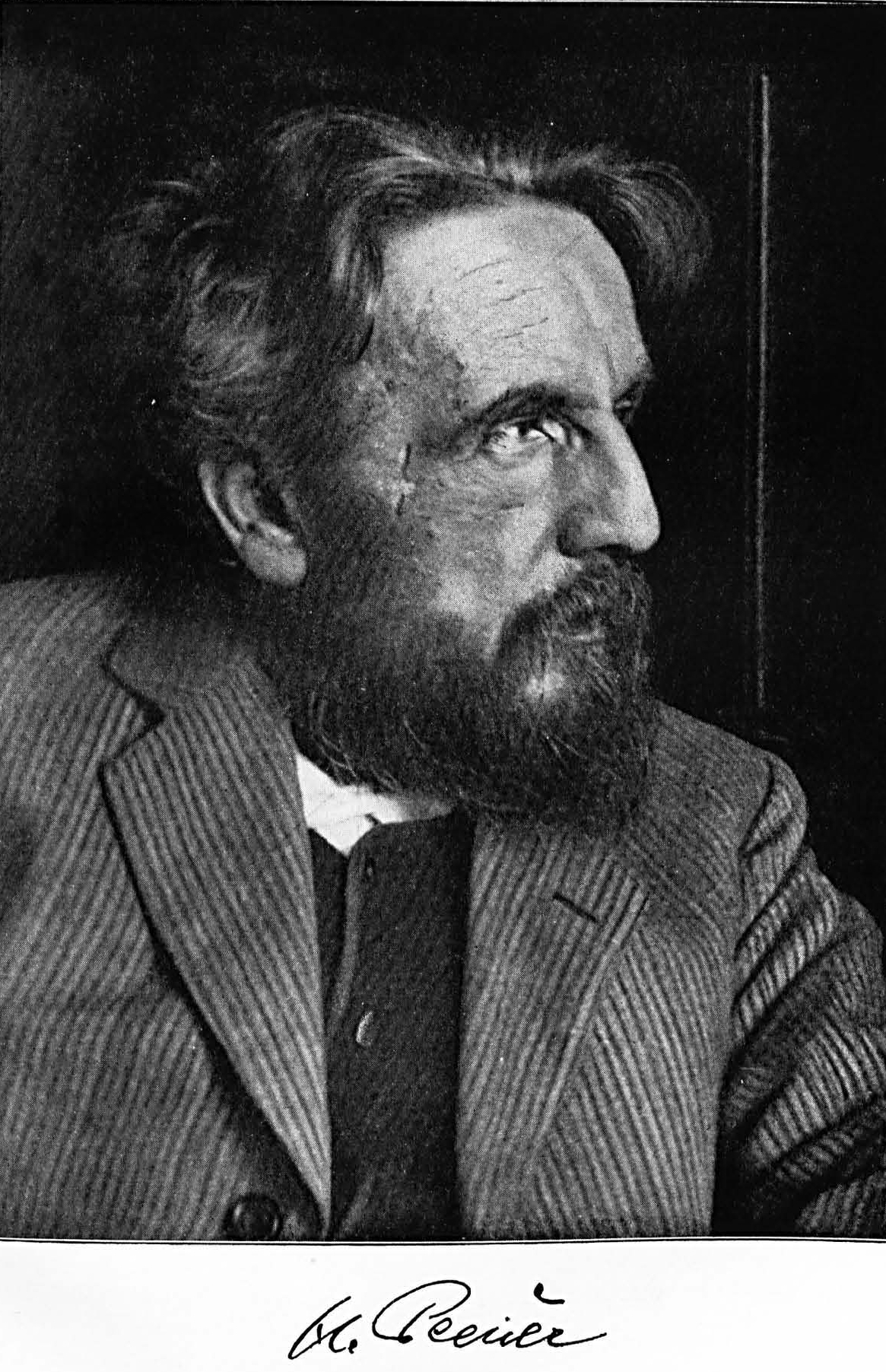
Hermann Pleuer

Hermann Pleuer (* 5. April 1863 in Schwäbisch Gmünd; † 6. Januar 1911 in Stuttgart) war ein schwäbischer Impressionist und Landschaftsmaler. Er ist besonders durch seine Eisenbahnbilder der Königlich Württembergischen Staats-Eisenbahnen bekannt geworden.

## Leben

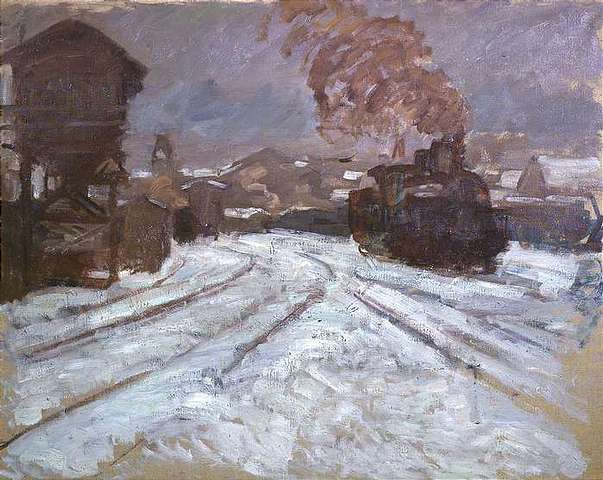
Stuttgarter Hauptbahnhof im Schnee, Öl auf Leinwand

Hermann Pleuer wurde als Sohn eines Goldwarenfabrikanten geboren. Nach dem Besuch der Stuttgarter Kunstgewerbeschule (1879–1881) und der Stuttgarter Kunstakademie (1881–1883) folgte ein Studium an der Akademie in München. 1886 kehrte er nach Stuttgart zurück und fiel zunächst als Bohemien auf. Es entstanden Bilder zur Künstlerbohème und Nachtbilder (Frauenakte im Mondschein) sowie Landschaftsbilder, bevor er sich, fasziniert von der technischen Entwicklung der Industrialisierung und dem „Rausch der Geschwindigkeit“, der Eisenbahnmalerei zuwandte. Pleuer fand finanzielle Unterstützung durch den Mäzen Freiherr von Fachsenfeld. Er verstarb 47-jährig an einer Lungentuberkulose.
Hermann Pleuer war Mitglied im Deutschen Künstlerbund. Er gehört mit Otto Reiniger, Christian Landenberger und Heinrich von Zügel zu den wichtigsten Vertretern des Impressionismus in Süddeutschland.
Die Pleuer-Passage im Bahnhof Schwäbisch Gmünd ist seit 2014 nach Hermann Pleuer benannt.